# Tichá linka

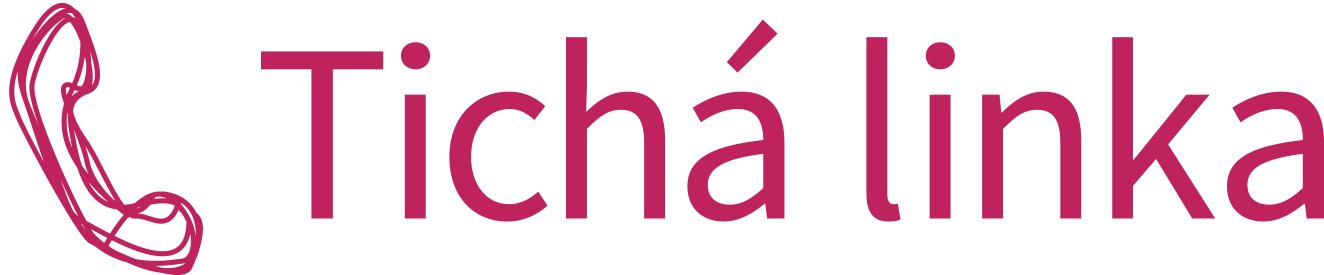
Logo Tiché linky

Tichá linka je česká bezplatná sociální služba, která nabízí tlumočení znakového jazyka a přepis mluvené řeči do textu fyzicky i online.

## Historie
Tichá linka zahájila svou činnost v roce 2008. Službu založila a provozuje organizace Tichý svět, o. p. s.

## Popis služby
Tichá linka je určena neslyšícím a lidem se sluchovým postižením a umožňuje jim telefonovat a komunikovat se slyšícími bez bariér a s plným porozuměním. Pokud klient používá znakový jazyk, vybere si službu tlumočení a spojí se s tlumočníkem videohovorem nebo si jej objedná na dané místo a čas. Jakmile preferuje češtinu, zvolí si službu přepisu. V případě online prostředí se pak tlumočník či přepisovatel následně spojí se slyšící stranou a začne probíhat bezbariérová komunikace. Požadavky na tlumočení či přepis fyzicky přímo na místě je nutné řešit a objednávat dostatečně dopředu.

## Využití
Nejčastějšími důvody pro využití Tiché linky jsou témata zdraví, práce, studia a další osobní a rodinné záležitosti. Klienti mohou předem rezervovat čas tlumočení či přepisu a vyhnout se případnému čekání ve frontě. Tichá linka je v provozu každý den, pro urgentní případy a pohotovost je zajištěna nonstop včetně víkendů a svátků. Služba je poskytována zdarma.
Tichá linka nabízí i službu překladu, kterou neslyšící využívají nejčastěji v případě úředních dopisů. Také když chtějí napsat zprávu či dopis, mají možnost využít službu Tiché linky a požádat o úpravu textu, aby byl pro slyšícího srozumitelný a nedošlo k nedorozumění.
Tichá linka je zaváděna také ve státním a soukromém sektoru, aby ji mohli využít pro bezbariérovou komunikaci i klienti, kteří ji běžně nevyužívají nebo nemají k dispozici mobilní přístroj umožňující připojení. Největší zájem o registraci do Tiché linky mají nemocnice a zdravotnická zařízení, pobočky Úřadu práce, České správy sociálního zabezpečení a také městské a obecní úřady.